# Катастрофа DC-8 в Нью-Йорке
Катастрофа DC-8 в Нью-Йорке — авиационная катастрофа, произошедшая 8 сентября 1970 года. Авиалайнер Douglas DC-8-63CF авиакомпании Trans International Airlines (TIA) выполнял плановый межконтинентальный рейс TV863 (позывной — Transamerica 863) по маршруту Нью-Йорк—Вашингтон—Лондон, но всего через 17 секунд после взлёта рухнул на землю около взлётной полосы аэропорта Нью-Йорка. На первом отрезке маршрута (Нью-Йорк—Вашингтон) рейс был перегоночным, поэтому на его борту были только 11 членов экипажа; все они погибли.

## Самолёт
Douglas DC-8-63CF (регистрационный номер N4863T, заводской 45951, серийный 414) был выпущен в ноябре 1968 года. 22 ноября того же года был передан авиакомпании Trans International Airlines (TIA). Оснащён четырьмя турбовентиляторными двигателями Pratt & Whitney JT3D-7. На день катастрофы налетал 7878 часов.

## Экипаж
Состав экипажа рейса TV863 был таким:
- Командир воздушного судна (КВС) — 49-летний Джозеф Дж. Мэй (англ. Joseph J. May). Очень опытный пилот, управлял самолётами DC-3, DC-4, DC-6, DC-7 и L-1049. Налетал свыше 22 300 часов, свыше 7100 из них на Douglas DC-8.
- Второй пилот — 47-летний Джон Д. Лоффлер (англ. John D. Loeffler). Очень опытный пилот, управлял самолётом L-1049. Налетал 15 775 часов, свыше 4750 из них на Douglas DC-8.
- Бортинженер — 42-летний Дональд К. Нили (англ. Donald K. Neely). Налетал свыше 10 000 часов, свыше 3500 из них на Douglas DC-8.

Также в составе экипажа находился штурман Уоррен Макнотон (англ. Warren McNaughton), но он летел на откидном кресле в кабине пилотов.
В салоне самолёта работали 7 стюардесс:
- Ирмгард Руссо (англ. Irmgard Russo) — старшая стюардесса,
- Диана Бизли (англ. Dianne Beasley),
- Барбара Льюис (англ. Barbara Lewis),
- Марсия Ханнифин (англ. Marcia Hannifin),
- Джульетта Лоэра (англ. Juliet Loera),
- Линда Бреннан (англ. Linda Brennan),
- Маргаретта Левенхаупт (англ. Margaretta Lewenhaupt).

## Расследование
Расследование причин катастрофы рейса TV863 проводил Национальный совет по безопасности на транспорте (NTSB).
Окончательный отчёт расследования был опубликован 18 августа 1971 года.